# Synagoge (Ettenheim)

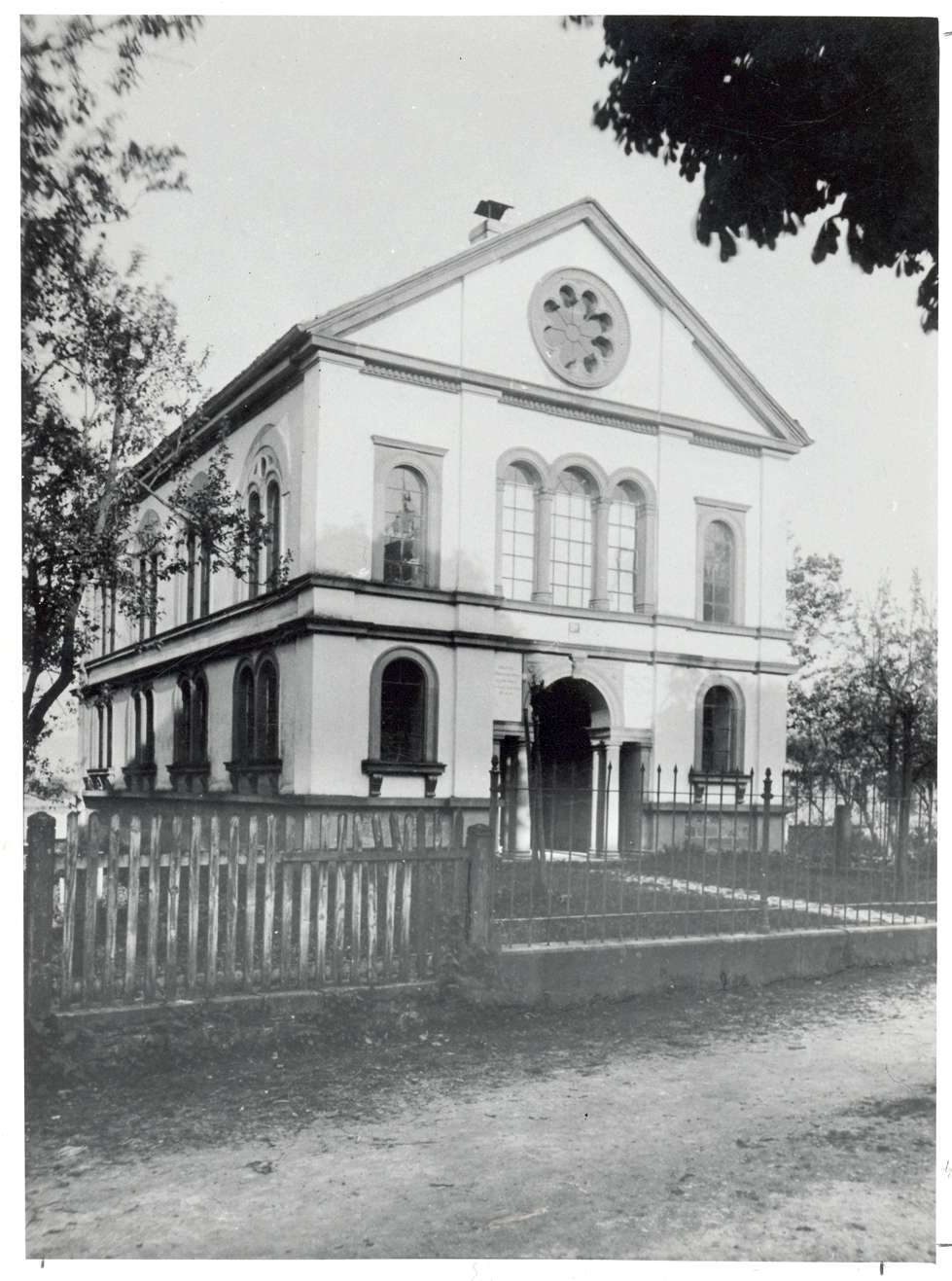
Synagoge Ettenheim (vor 1938), Foto beim Landesarchiv Baden-Württemberg

Die ehemalige Synagoge in Ettenheim, einer Stadt im Ortenaukreis in Baden-Württemberg, wurde 1880/81 in der  Alleestraße 22 errichtet und in der Zeit des Nationalsozialismus 1938 verwüstet.

## Geschichte
Die jüdische Gemeinde Ettenheim besaß im 18. Jahrhundert einen Betsaal in einem jüdischen Privathaus. Eine erste Synagoge wird seit 1816 genannt, die sich einem Haus in der Friedrichstrasse befand.
Da diese Synagoge baufällig geworden war, wurde 1879 mit der Planung eines Neubaus begonnen. Der Stadtrat und der Bürgerausschuss bewilligte einen Zuschuss von 600 Mark. Die Baupläne der neuen Synagoge entwarf der Gewerbeschullehrer Wendelin Ederle (* 1845 Mingolsheim, † 1935 Karlsruhe). Die feierliche Einweihung der Synagoge fand am 25. Februar 1881 statt. Nach 1925 wurden nur noch selten Gottesdienste abgehalten, denn auf Grund des Wegzugs in größere Städte konnte die zum Gottesdienst notwendige Mindestzahl von zehn religionsmündigen Männern (Minjan) nicht mehr erreicht werden.

## Novemberpogrom 1938
Während des Novemberpogroms am 10. November 1938 wurde die Synagoge von SA-Männern unter Beteiligung von Ettenheimer NSDAP-Mitgliedern geplündert, die daraufhin auch die nahegelegene Synagoge Altdorf demolierten, und die Inneneinrichtung zerstört.
Die Synagoge wurde am 23. Dezember 1938 an die benachbarte Gerberei verkauft, die es noch 1939 zu einem Wohn- und Geschäftshaus umbaute.

## Architektur
Die Synagoge in Ettenheim besaß an ihrer Hauptfassade ein Portal mit Rundbogen, der von zwei Säulenpaaren getragen wurde. Das ganze Gebäude war mit vielen Rundbogenfenstern versehen, die dem Innern sehr viel Tageslicht gaben. Über dem Portal, im ersten Stock, befand sich das Schulzimmer. Der Giebel war von einer großen Rosette ausgefüllt und Gesimsbänder umliefen das Bauwerk. Klassizistische und neoromanische Stilelemente prägten den repräsentativen Bau.
Folgende Inschrift stand am Portal auf Hebräisch und Deutsch: Öffnet mir die Pforten des Heiles, ich gehe hinein und danke dem Herrn. (Psalm 118,19).

## Gedenken
Eine Gedenktafel ist bis heute nicht angebracht. Die Rosette der Synagoge blieb erhalten und wird als Brunneneinfassung auf dem Friedhof in Ettenheimmünster verwendet. Im Stadtarchiv Ettenheim befindet sich der Toraschrein-Vorhang (Parochet) und farbige Fensterscheiben der Synagoge.